# Michaił Janszyn
Michaił Michajłowicz Janszyn (ros. Михаи́л Миха́йлович Я́ншин; ur. 7 października?/20 października 1902 w Juchnowie, zm. 17 lipca 1976) – radziecki aktor filmowy, teatralny i głosowy, scenarzysta. Pochowany na Cmentarzu Nowodziewiczym w Moskwie.

## Wybrana filmografia

### role aktorskie
- 1933: Na obrzeżach jako żołnierz
- 1934: Car szaleniec[2]
- 1936: Cygańskie szczęście[3]
- 1941: Pierwsza Konna
- 1946: Czarodziejski kwiat
- 1950: Tajna misja jako niemiecki przemysłowiec
- 1954: Skąd my się znamy[4]
- 1964: Opowieść o Mrozie Czarodzieju jako Stary Grzyb

### role głosowe
- 1945: Zaginione pismo
- 1948: Niegrzeczny Fiedia
- 1949: Czarodziejski dzwoneczek
- 1951: Noc wigilijna
- 1953: Lot na Księżyc
- 1960: To ja narysowałem ludzika jako Ludzik
- 1964: Calineczka jako Kret
- 1964: Jak żabka szukała taty jako hipopotam
- 1965: Pastereczka i kominiarczyk
- 1965: Wowka w Trzydziewiętnym Carstwie jako car
- 1968: Koziołek liczy do dziesięciu jako Byk

### scenariusz
- 1951:  Noc wigilijna

## Nagrody i odznaczenia
- Zasłużony Artysta RFSRR
- Ludowy Artysta RFSRR
- Ludowy Artysta ZSRR
- Order Lenina (dwukrotnie, 1948 i 1972)
- Nagroda Państwowa ZSRR (1975)
- Nagroda Państwowa RFSRR im. Stanisławskiego (1970)
- Order Czerwonego Sztandaru Pracy (1971)
- Order Znak Honoru (1937)[5]
- Medal „Za ofiarną pracę w Wielkiej Wojnie Ojczyźnianej 1941–1945” (1946)
- Medal 100-lecia urodzin Lenina
- Medal 800-lecia Moskwy

I inne.